# Nuralagus rex
Nuralagus rex ist eine ausgestorbene Säugetierart aus der Familie der Hasen (Leporidae) und bisher der einzige bekannte Vertreter der Gattung Nuralagus. Die Art wurde im Jahr 2011 wissenschaftlich beschrieben und lebte im unteren Pliozän auf der Baleareninsel Menorca. N. rex ist der größte Hasenartige, der je gefunden wurde.

## Beschreibung
N. rex war ein extrem großer Hasenartiger. Der größte rezente Hasenartige, der Feldhase, wiegt maximal etwa 5 kg. Mit einer Masse von etwa 12 kg war N. rex mehr als doppelt so schwer und ist der mit Abstand größte Hasenartige, der je gefunden wurde.
Im Vergleich zu kontinental verbreiteten Hasen hatte N. rex einen in Relation zum übrigen Körper sehr kleinen und zudem breiten und flachen Schädel mit entsprechend kleinen Augen und Ohren, relativ kurze Hinterbeine, lange, klauenartige distale Finger- und Zehenglieder, eine stark gebogene und wenig flexible Wirbelsäule und kurze Lendenwirbel mit waagerecht orientierten Querfortsätzen. Dieser Hase hatte außerdem extrem kräftige und sehr kurze Rippen sowie wahrscheinlich einen schmalen Brustkorb, diese Merkmale deuten auf eine stark verringerte Sauerstoffaufnahmefähigkeit hin. N. rex war offenbar Sohlengänger.

## Paläobiologie und stammesgeschichtliche Entwicklung
Insgesamt machen es die vorliegenden Merkmale sehr wahrscheinlich, dass sich die Art anders als kontinental verbreitete Hasen nur langsam gehend fortbewegen konnte und nicht mehr in der Lage war, zu springen. Die großen und stark gebogenen Endglieder der Zehen deuten auf eine ausgeprägte Grabefähigkeit hin.
N. rex wird von den Erstbeschreibern als typisches Beispiel für auf Inseln endemische Säuger betrachtet. Die ökologischen Bedingungen für die Entwicklung dieser Endemiten waren ein reduziertes Nahrungsangebot und damit starke intraspezifische Konkurrenz unter gleichzeitigem Wegfall von einerseits Prädationsdruck und andererseits interspezifischer Konkurrenz. Diese Bedingungen führten zu einer Verringerung der für den Schutz vor Beutegreifern nicht mehr benötigten motorischen und sensorischen Fähigkeiten und damit in Anpassung an das geringe Nahrungsangebot zu einer Energieersparnis.
N. rex weist zahlreiche Ähnlichkeiten mit dem nicht näher verwandten rezenten Ryukyu-Kaninchen (Pentalagus furnessi) auf, das unter ähnlichen ökologischen Bedingungen lebt; die Erstbeschreiber deuten diese Ähnlichkeiten als Ergebnis von Konvergenz.

## Entdeckung und Benennung
Die Art wurde im Jahr 2011 wissenschaftlich beschrieben. Die fossilen Knochenfunde von N. rex stammen aus Anfang der 1990er Jahre entdeckten Karstspaltenfüllungen zwischen Cala Es Pous and Punta Nati im Nordwesten der Baleareninsel Menorca. Der Gattungsname setzt sich aus „Nura“, dem alten phönizischen Namen für Menorca und λαγώς „lagos“, der griechischen Bezeichnung für „Hase“ zusammen; das Artepitheton „rex“ bedeutet auf Lateinisch „König“.